# Harold Land
Pour les articles homonymes, voir Land.
Harold Land (Harold de Vance Land), né le 18 décembre 1928 à Houston (Texas) et mort le 27 juillet 2001 à Los Angeles, est un saxophoniste de jazz.

## Biographie
Musicien autodidacte, Harold Land pratique principalement le saxophone ténor. Il commence sa carrière dans des groupes locaux. Il enregistre deux 78 tours  comme leader avec les « Harold Land’s All Stars » pour le label Savoy en 1949. En 1954-55, il fait partie du fameux quintet de Max Roach et Clifford Brown. En 1956, il s’installe en Californie, ou il mène une carrière de musicien « free lance » . Il participe à l'enregistrement de quelques musiques de films : "Le Temps des châtiments" (1961), "Sept jours en mai" (1964), "On achève bien les chevaux" (1969). Il participe à l'enregistrement d'enregistrements de chanteurs : Johnny Mathis, Bobby Darin, Brook Benton, etc. Sa principale activité reste quand même le jazz. Il joue un temps au côté de Jack Sheldon dans le fameux combo de Curtis Counce. Il enregistre des albums sous son nom ou comme coleader (avec Bobby Hutcherson, Blue Mitchell ou Red Mitchell). Il participe au big band de Gerald Wilson et est, dans les années 1970, membre régulier de l'orchestre qui accompagne le chanteur Tony Bennett. À la fin des années 1970 et au début des années 1980, il joue dans le "Timeless All-Stars" aux côtés, entre autres, de Billy Higgins, Bobby Hutcherson, Cedar Walton et Curtis Fuller. Catalogué au départ musicien hard bop, il a su s’imprégner de l’esthétique « West Coast » puis, surtout,  de la musique de John Coltrane. Il mène aussi une carrière d’enseignant. Il est professeur à l’ « University of California » et donne des cours à l’UCLA.  On a pu l’entendre sur des albums de Billie Holiday, Nancy Wilson, Thelonious Monk, Red Garland, Jimmy Smith, Blue Mitchell, Wes Montgomery, Shorty Rogers, Bill Evans, Gerry Wiggins, etc.

## Discographie

### En tant que leader
- 1958: Grooveyard (Contemporary)
- 1958: Harold in the Land of Jazz (Contemporary/OJC)
- 1959: The Fox (HiFi Jazz/OJC) avec Elmo Hope, DuPree Bolton, Herbie Lewis, Frank Butler.
- 1960: West Coast Blues! (Jazzland)
- 1960: Eastward Ho! Harold Land in New York (Jazzland)
- 1961: Hear Ye! Harold Land Quintet with Red Mitchell (Atlantic)
- 1965: Live at the Penthouse[1] Harold Land Quartet Recorded by a Seattle radio station ca. 1965
- 1967: The Peace-Maker (Cadet Records)
- 1969: Take Aim (Blue Note)
- 1971: Jazz Impressions of Folk Music (Imperial)
- 1971: A New Shade of Blue[2] (Mainstream)
- 1971: Choma[3] (To Burn) (Mainstream)
- 1972: Damisi[4] (Mainstream)
- 1977: Mapenzi with Blue Mitchell (Concord Jazz)
- 1981: Xocia’s Dance (Muse)
- 1995: A Lazy Afternoon (Postcards Records)
- 2001: Promised Land (Audiophoric)

### En tant que sideman
- 1959 : Jack Sheldon : Jack's Groove, GNP Records GNP 60

Avec Clifford Brown et Max Roach
- Jam Session (EmArcy, 1954) - avec Maynard Ferguson et Clark Terry
- Brown and Roach Incorporated (EmArcy, 1954)
- Daahoud (Mainstream, 1954 [1973])
- Clifford Brown & Max Roach (EmArcy, 1954–55)
- Study in Brown (EmArcy, 1955)

Avec Curtis Counce
- You Get More Bounce With Curtis Counce sorti originellement en tant que Counceltation (Contemporary Records, 1956)
- Landslide  (Contemporary, 1956)
- Sonority (Contemporary, 1958)
- Exploring the Future (Dooto Records, 1958)
- Carl's Blues (Contemporary, 1960 - recorded 1957)

Avec Ella Fitzgerald
- Things Ain't What They Used to Be (And You Better Believe It) (1969)

Avec Bill Evans
- Quintessence (Fantasy Records, 1976)

Avec Chico Hamilton
- Chic Chic Chico (Impulse!, 1965)

Avec Hampton Hawes
- Universe (Prestige, 1972)

Avec Elmo Hope
- Trio and Quintet|The Elmo Hope Quintet featuring Harold Land (Pacific Jazz, 1957)

Avec Bobby Hutcherson
- Medina (Blue Note, 1969)
- Total Eclipse (Blue Note, 1968)
- Blow Up (Blue Note, 1969)
- Now! (Blue Note, 1969)
- San Francisco (Blue Note, 1970)
- Head On (Blue Note, 1971)
- Cirrus (Blue Note, 1974)
- Inner Glow (Blue Note, 1975)

Avec Blue Mitchell
- African Violet (Impulse!, 1977)
- Summer Soft (Impulse!, 1978)

Avec Donald Byrd
- Ethiopian Knights (Blue Note, 1971)

Avec Hampton Hawes
- For Real! (Contemporary, 1958)

Avec Timeless All Stars (Cedar Walton, Curtis Fuller, Bobby Hutcherson, Buster Williams, Billy Higgins)
- It's Timeless (Timeless Records, 1982)
- Timeless Heart (Timeless, 1983)
- Essence: The Timeless All Stars (Delos International, 1986)
- Time For the Timeless All Stars (Early Bird Records, 1991)

Avec Thelonious Monk
- Thelonious Monk Quartet Plus Two At The Blackhawk (Riverside Records, 1960)